# Schlossbergtunnel Dillenburg
Der Schlossbergtunnel Dillenburg ist ein 782 m langer Straßentunnel in Dillenburg (Lahn-Dill-Kreis, Hessen) im Zuge der Ortsumgehung Dillenburg der Bundesstraße 277. Er wurde im April 2007 vollendet. Die Baukosten betrugen ca. 44 Millionen Euro.

## Verkehrsbedeutung
Die B 277 verbindet Dillenburg mit den Städten Haiger und Herborn. Zwischen der Anschlussstelle Dillenburg der Bundesautobahn 45 und dem Ortseingang Dillenburg ist die B 277 zweibahnig ausgebaut. Bis zum Bau des Tunnels verlief dann die B 277 auf einer zweistreifigen Stadtstraße durch Dillenburg. Die für 2015 prognostizierte Verkehrsbelastung betrug fast 30.000 Kfz/Tag, davon ca. 60 % Durchgangsverkehr. Zwischen dem Ortsausgang Dillenburg und der Anschlussstelle Herborn-Süd an die BAB 45 ist die B 277 wieder zweibahnig ausgebaut.
Die neue B 277 überquert nun von Haiger kommend am Ortseingang die Dill, wofür eine neue Dillbrücke errichtet wurde. Danach verläuft sie durch den Tunnel unter dem Schlossberg. Am Ortsausgang Richtung Herborn wurde der Tunnel wieder an die bestehende B 277 angeschlossen.
Der Schlossbergtunnel verfügt über eine durchgehende Röhre von 782 m Länge. Er wurde für eine prognostizierte Verkehrsbelastung von 18.000 Kfz/Tag geplant. Die Fahrbahnbreite beträgt 7,5 m, die lichte Höhe 4,5 m. Etwa in der Tunnelmitte bestehen beidseitig Pannenbuchten. Neben der Hauptröhre wurde aus Sicherheitsgründen ein Fluchtstollen von 550 m Länge angelegt. Der Tunnel ist durch drei markierte Querschläge mit dem Fluchtstollen verbunden.

## Geologie und Hydrologie

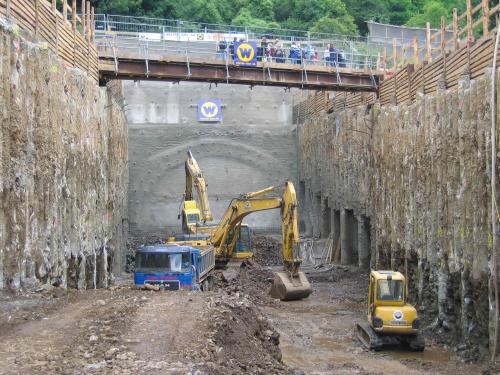
Baugrube am Südportal

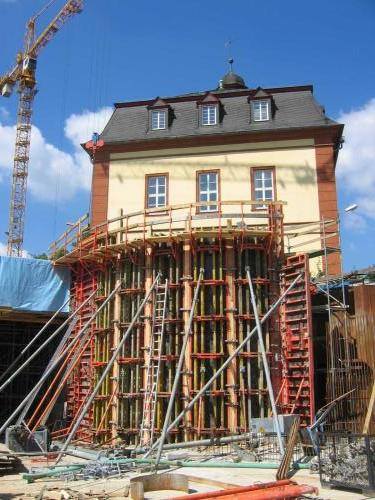
Sicherungsarbeiten am Archivgebäude

Von Haiger aus durchquert der Tunnel Gesteinsschichten aus oberdevonischem Tonschiefer mit Sandsteinzwischenlagen, Diabas mit Alaunschieferzwischenlagen, Diabase mit Spilit, Tonschiefer, Schalstein und lehmigen Kiesen. Da sich der Tunnel auf seiner gesamten Länge unter dem Grundwasserspiegel befindet, musste er als druckwasserhaltendes System ausgebaut werden. Hierzu wurde er mit einer drei Millimeter starken Folie abgedichtet und eine wasserundurchlässige Betonkonstruktion hergestellt.

## Planungsgeschichte
Planungsansätze für eine Ortsumgehung in Dillenburg reichen bis in die 1950er Jahre zurück. Mit einem Brief am 24. Juni 1957 regte die Stadt Dillenburg die Planungsarbeiten für die Ortsdurchfahrt an. Besondere Probleme der Planung waren der Verlauf der B 277 durch das enge Dilltal mit seinen flankierenden Berghängen und die enge historische Bebauung. In den 1970er Jahren wurde ein Verkehrskonzept entworfen, das eine teilweise Überbauung der Dill vorsah. Alternativ wurde eine Hochstraße geplant. Diese Entwürfe scheiterten jedoch in der Planfeststellung.
Am 14. Februar 1985 beschloss die Stadtverordnetenversammlung den Bau eines Tunnels unter dem Schlossberg. 1987 wurden im Rahmen der Planung die Dillenburger Kasematten, eine der größten unterirdischen Verteidigungsanlagen in Deutschland, vermessen. 1997 wurde ein erneutes Planfeststellungsverfahren eingeleitet. Das Baurecht wurde mit dem Planfeststellungsbeschluss vom 20. September 2002 geschaffen.

### Sicherheitskonzept
Während des Planfeststellungsverfahrens kam es zur Brandkatastrophe im Mont-Blanc-Tunnel, die eine europaweite Diskussion über die Sicherheit von Straßentunneln auslöste. Für den Dillenburger Schlossbergtunnel wurde daraufhin ein erweitertes Sicherheitskonzept erarbeitet.
Der Tunnel verfügt über eine leistungsfähige Absauganlage, die 180 m³ Luft pro Sekunde befördern kann. Für die Absauganlage wurde ein spezieller 72 m langer Abluftstollen angelegt. Im Tunnel befinden sich alle 150 m Notrufsprechstellen. Weiterhin wird der Tunnel von 37 Videokameras überwacht. Über Lautsprecher können die Verkehrsteilnehmer informiert werden. Im Tunnel wurden 7 Ultrakurzwelle-Sender installiert, um Verkehrsfunk und Mitteilungen direkt an die Autoradios zu senden. Eine Verkehrslenkungsanlage ist in der Lage, den Tunnel im Katastrophenfall automatisch zu sperren.
Der Tunnel wird von der Betriebszentrale am Nordportal vollautomatisch gesteuert. Nur bei Einsätzen der Feuerwehr und der Rettungsdienste ist die Betriebszentrale besetzt. Sie verfügt über eine Unterbrechungsfreie Stromversorgung, die in der Lage ist, die sicherheitsrelevanten Systeme bis zu einer Stunde zu versorgen. Die Betriebszentrale des Tunnels ist direkt mit der zentralen Feuerwehrleitstelle des Lahn-Dill-Kreises verbunden.
Parallel dazu werden die Meldungen der Betriebseinrichtungen an die Tunnelzentrale des Landes Hessen in Eschwege übertragen, die sämtliche hessischen Straßentunnel zentral überwacht.

## Bauablauf
Als vorbereitende Maßnahme zum Tunnelbau war das Abreißen einzelner Gebäude erforderlich. Hierzu zählten auch das Gebäude der Dillenburger Polizei, die Turnhalle der Dillenburger Johann-von-Nassau-Schule und das Gebäude der ehemaligen Ciliox KG. Für die Polizei wurde in der Hindenburgstraße ein neues Gebäude errichtet.
Der erste Spatenstich als symbolischer Beginn des Baus der Ortsumgehung erfolgte am 24. April 2003, der offizielle Tunnelanschlag am 20. April 2004. Das Tunneleinweihungswochenende fand vom 27. bis zum 29. April 2007 statt.
Mit den Bauarbeiten wurde die Firma Walter Bau AG als Generalunternehmer beauftragt. Durch deren Insolvenz am 2. Februar 2005 kam es zu einer Unterbrechung der Arbeiten. Ab dem 1. Juli 2005 wurden die Bauarbeiten von der DYWIDAG Bau GmbH abgeschlossen, die zum STRABAG-SE-Konzern gehört.
Für den Bau des Tunnels mussten ca. 150.000 m³ Aushub- und Abbruchmaterial bewegt werden. Für die benötigten 39.000 m³ Beton wurde eine Betonmischanlage errichtet. Weiterhin wurden 3.000 Tonnen Bewehrungsstahl verbaut.
Der Tunnel wurde in drei baulichen Abschnitten errichtet: vom Nordportal aus 30 m in offener Bauweise, dann 615 m in bergmännischer Bauweise und 137 m bis zum Südportal in offener Bauweise. Es schließt sich eine 151 m lange Trogstrecke zum Schutz vor dem Dillhochwasser an. Der Fluchtstollen wurde in bergmännischer Bauweise errichtet. Im Bereich der bergmännischen Bauweise wurde der Gesamtausbruch in jeweils drei Teilausbrüchen (Kalotte, Strosse, Sohlgewölbe) vorgenommen. Je nach geologischen Verhältnissen wurde mit jeder Sprengung eine Abschlagstiefe von 0,8 m bis 1,5 m erreicht. Die freigelegten Gebirgsflächen wurden mit einer Außenschale aus Spritzbeton gestützt. Diese wurde mit einer Folie abgedichtet, dann folgte der Bau der Innenschale. Durch abschließendes Einziehen einer Zwischendecke wurde ein Rauchabsaugkanal hergestellt.